# Zainal Abidin Hassan
Zainal Abidin Hassan bin Mohd Ali (9 novembre 1961) è un allenatore di calcio, ex calciatore ed ex giocatore di calcio a 5 malese.

## Carriera
Ha militato dal 1984 al 1996 nella Nazionale di calcio della Malaysia, della quale detiene il primato di presenze (138) e reti (78). Nel 1996 ha partecipato con la Nazionale di calcio a 5 della Malesia al FIFA Futsal World Championship 1996 in Spagna dove la nazionale asiatica si è fermata al primo turno, eliminata nel girone comprendente Italia, Uruguay e Stati Uniti.

## Palmarès

### Giocatore

#### Competizioni nazionali
- Malaysia Super League: 2

Selangor: 1989, 1990